# Orgán státní správy
Orgán státní správy je jedním z hlavních vykonavatelů správního práva, který zastupuje stát, nebo veřejnoprávní korporaci při výkonu veřejné správy.
Orgány státní správy jsou zřizovány na základě ústavy, ústavních zákonů, zákonů. Tento předpis pak upravuje jejich postavení, vymezuje pravomoce, územní působnost a věcnou působnost. Každý orgán má zpravidla vlastní organizační strukturu a člení se na další organizační složky.

## Orgány státní správy České republiky

### Ústřední orgány státní správy
Nejvýznamnějšími orgány státní správy jsou ústřední orgány státní správy s celostátní působností. Mezi tyto orgány patří ministerstva a další orgány stanovené kompetenčním zákonem – zákonem č. 2/1969 Sb., o zřízení ministerstev a jiných ústředních orgánů státní správy České republiky.

### Ostatní orgány státní správy
V České republice působí řada orgánů státní správy, například:
- Celní správa
- Finanční úřady
- Česká správa sociálního zabezpečení
- Úřady práce
- Živnostenské úřady
- Katastrální úřady
- Stavební úřady
- Matriční úřady
- Česká inspekce životního prostředí